# 피터 게러티
피터 게러티(영어: Peter Gerety, 1940년 5월 27일 ~ )은 미국의 배우이다.

## 출연 작품

### 영화
- 인사이드 맨 (2006) - 코클린 역
- 폴 블라트: 몰 캅 (2009)

### 텔레비전
- 더 와이어 (2002-08)